# Jakob Kolletschka
Jakob Kolletschka (24. července 1803, Bělá nad Svitavou – 13. března 1847, Vídeň) byl česko-rakouský patolog a soudní lékař.

## Život a dílo
Pokřtěn byl jako Jakob Koletschka, syn rychtáře a rolníka Franze Koletschky a matky Anny Marie, rozené Krschkové.
Studoval  na Vídeňské univerzitě, kde v roce 1836 promoval s dizertací na téma De arrosionibus membranae mucosae tubi intestinalis (O erozi mukózní membrány trávicí trubice). Deset let do roku 1839 se věnoval patologické anatomii v Patologicko-anatomickém ústavu Všeobecné nemocnici města Vídně, který v té době vedl Karel Rokytanský. Od roku 1837 zároveň přednášel na Vídeňské univerzitě. Následně působil tři roky jako primář v nemocnici Milosrdných sester v Leopoldstadtu. V roce 1843 byl jmenován profesorem státního lékařství (hygieny) a soudní medicíny. Tuto funkci zastával až do své smrti o čtyři roky později.
Ve spolupráci s Josefem Škodou publikoval dvě práce o perikarditidě:
- Uber Pericarditis in pathologisch-anatomischer und diagnostischer Hinsicht. Medicinische Jahrbücher des kaiserlich-königlichen österreichischen Staates, 1834. (O perikarditidě z patologicko-anatomického a diagnostického hlediska)
- Ueber Pericarditis in pathologischer und diagnostischer Beziehung. In: Medicinische Jahrbücher des kaiserlich-königlichen österreichischen Staates. Band 28, 1839, S. 55–74, 227–272 und 397–433. (O perikarditidě z patologicko-anatomického a diagnostického pohledu)

Zemřel v roce 1847 na sepsi poté, co byl jedním ze svých žáků nedopatřením říznut do prstu při pitvě. Jeho nešťastná smrt přispěla k jednomu z nejvýznamnějších objevů hygieny. Ignác Semmelweiss, který v té době pracoval na porodnickém oddělení a hledal příčinu horečky omladnic si povšimnul, že průběh Kolletschkovy choroby a později patologický nález se nápadně podobají projevům horečky omladnic. To jej dovedlo k přesvědčení, že horečka omladnic má stejný původ a je tedy důsledkem špatné hygieny. Později z tohoto důvodu nařizoval všem lékařům a studentům pracujícím na porodnickém oddělení umývat si ruce v chlórovém vápně a pečlivě sterilizovat nástroje před provedením vyšetření, čímž se mu podařilo úmrtnost rodiček výrazně snížit.